# Hidetoshi Mitsusada
Hidetoshi Mitsusada (Osaka, 29 de dezembro de 1970) é um ex-piloto japonês de automobilismo. 
Depois de competir na Fórmula 3 de seu país e também na Fórmula 3000 (atual Super Fórmula Japonesa), disputou seu primeiro GP de Fórmula 3000 na corrida de Spa, em 1998, pela equipe Nordic Racing. Ele voltaria à categoria em 2000, mas não se classificou para nenhuma das 3 provas em que foi inscrito.
Mitsusada, que chegou a ser piloto de testes da Benetton (também em 2000, na única experiência dele em carros de Fórmula 1), encerrou a carreira em 2008, na Super GT, onde estava desde 2005 - ele já teve uma passagem nos anos 90 e na primeira metade da década de 2000.